# Gangsta's Paradise
Gangsta's Paradise és el senzill més venut del raper nord-americà Coolio. Interpolant la cançó de 1976 de Stevie Wonder "Pastime Paradise", i amb el cantant nord-americà L.V., el senzill va ser llançat l'1 d'agost de 1995 i deu dies després es va escoltar a la pel·lícula Dangerous Minds. Certificat de platí a l'octubre, la cançó es va incloure al segon àlbum de Coolio, també anomenat Gangsta's Paradise, el novembre de 1995.
La cançó va figurar al número 85 de les millors cançons de tots els temps de Billboard i va ser el senzill número u més venut de 1995 a Billboard dels Estats Units. El 2008, va ocupar el lloc número 38 a les 100 millors cançons de hip hop de VH1. NME va incloure la cançó al número 100 en el seu rànquing de "100 millors cançons de la dècada de 1990" el 2012. Coolio va rebre un Grammy a la millor interpretació en solitari de rap, dos MTV Video Music Awards al millor vídeo de rap i al millor vídeo d'una pel·lícula i un Billboard Music Award per la cançó/àlbum. La cançó va ser votada com el millor senzill de l'any a l'enquesta de crítica de The Village Voice Pazz &amp; Jop.
La cançó ha venut més de cinc milions de còpies als Estats Units, el Regne Unit i Alemanya. Coolio va interpretar aquesta cançó en directe als Billboard Music Awards de 1995 amb LV i Wonder, i als 38è premis Grammy anuals amb LV.

## Antecedents i escriptura
Els artistes van co-escriure la cançó amb el seu productor Doug Rasheed, amb Stevie Wonder rebent crèdits d'escriptor per la mostra de la seva cançó "Pastime Paradise" del seu àlbum de 1976 Songs in the Key of Life.
La cançó comença amb un vers del Salms 23:4 : "As I walk through the valley of the shadow of death" (Ni que passi per la vall tenebrosa), però després divergeix amb: "I take a look at my life and realize there's nothin' left." (Miro la meva vida i m'adono que no queda res). A alguns dels tons religiosos s'afegeixen veus corals de fons. Coolio va fer estil lliure el primer parell de línies, i la resta de la lletra li arribava ràpidament d'una sola vegada. Més tard afirmaria que la cançó finalment prové d'una font fora d'ell mateix, dient: "'Gangsta's Paradise' volia néixer; volia cobrar vida i em va triar com a recipient".
A causa del mostreig de la música de Stevie Wonder, "Gangsta's Paradise" és una de les poques cançons de Coolio que no contenia cap blasfemia, ja que Wonder no apreciava que la seva cançó estigués emparellada amb blasfemia. Coolio va dir: "Vaig tenir unes quantes vulgaritats... i ell no estava per això. Així que ho vaig canviar. Un cop ho va sentir, va pensar que era increïble."

## Recepció crítica
Bill Lamb d'About.com va descriure la cançó com "riveting and atmospheric" (fascinant i atmosfèrica). James Masterton per a Dotmusic va assenyalar "la brillantor indubtable" de la cançó. David Browne, d'Entertainment Weekly, va dir que "pot ser la cançó més desoladora que mai ha arribat a la llista de singles pop". Va afegir: "Amb el seu cor fantasmal i la lletra sobre un jove de 23 anys armat que s'agenolla a la llum del carrer preguntant-se si viurà fins als 24, examina l'abisme amb fredor periodística". Tom Ewing de Freaky Trigger la va declarar com "la grandesa del pop total". Mike Wood d'Idolator ho va anomenar una "rapsòdia rap". La revista paneuropea Music & Media va comentar: "L'any passat, aquest raper va colpejar paydirt amb una reelaboració de Fantastic Voyage de Lakeside. Aquesta vegada, fa el mateix truc amb aquest gran conte basat en Passtime Paradise de Stevie Wonder. A diferència de l'original, que sorprenentment mai va ser un èxit, aquest va ser el número 1 dels Estats Units i té totes les possibilitats de tenir èxit a Europa." Un crític de Music Week la va valorar amb quatre de cinc, i va afegir: "Un llançament contagiós del raper nominat al Grammy que desafia la forma assumida del gènere. Número u als EUA i podria fer coses grans aquí." Alan Jones de la revista la va considerar "una pista preocupant i amenaçadora".

## Rendiment gràfic
El senzill va assolir el número u als Estats Units, Regne Unit, Irlanda, França, Alemanya, Itàlia, Suècia, Àustria, Dinamarca, Països Baixos, Noruega, Suïssa, Austràlia i Nova Zelanda, convertint-lo en el senzill més reeixit de Coolio. A Austràlia, la cançó es va mantenir al número 1 durant 14 setmanes, un rècord que només es batria 22 anys després per "Shape of You" d'Ed Sheeran. Després de l'aparició de Coolio a Celebrity Big Brother 6, va tornar a entrar a les llistes de singles del Regne Unit arribant al número 31. Al Regne Unit, "Gangsta's Paradise" és el primer senzill de rap que ha venut més d'un milió de còpies.
Als Estats Units, el senzill va passar dotze setmanes entre les dues primeres posicions del Billboard Hot 100, de les quals tres es van passar al número 1 i nou al número 2. La cançó va ser certificada triple platí per la RIAA el 23 de febrer de 1996, indicant 3 milions de còpies venudes. Ha venut 1,8 milions de descàrregues més als Estats Units a l'era digital fins a setembre de 2017.
Després de la mort de Coolio el 28 de setembre de 2022, "Gangster's Paradise" va estar dos dies després al número 5 del Top 100 de la llista oficial de vendes de singles del Regne Unit.

## Vídeo musical
El vídeo musical que acompanya la cançó va ser dirigit per Antoine Fuqua i va comptar amb Michelle Pfeiffer repetint el seu paper anterior a Dangerous Minds. Inicialment, Coolio es va preocupar pel tractament del vídeo que va dir: "Volia uns lowriders i una mica de merda; m'estava intentant agafar-ho". Malgrat això, va confiar en Fuqua i finalment va quedar satisfet amb el resultat final.
Pel vídeo musical, Coolio va guanyar el millor vídeo de rap als MTV Video Music Awards el 1996.
El vídeo musical va assolir els mil milions de visualitzacions de YouTube el juliol de 2022.

### Repartiment i crèdits
- Michelle Pfeiffer
- Coolio
- Dirigit per: Antoine Fuqua
- Editor de so: Jeff Clark

## En altres mitjans
- Es va utilitzar per primera vegada a la pel·lícula dramàtica de 1995 Dangerous Minds i va aparèixer a la seva banda sonora.
- El 2011, la part del cor vocal de la cançó es va presentar breument en una escena de la pel·lícula de comèdia Bad Teacher de Cameron Diaz.
- Una interpolació del cor de la cançó apareix en una escena de Pain & Gain, una pel·lícula de comèdia nord-americana de 2013[24] dirigida per Michael Bay i protagonitzada per Mark Wahlberg, Dwayne Johnson i Anthony Mackie. L'original "Gangster's Paradise" es reprodueix íntegrament durant els crèdits de tancament de la pel·lícula.
- El 2019, la cançó es va utilitzar al tràiler original de la pel·lícula Sonic the Hedgehog del 2020.

## Reconeixements
Billboard
- Llista Billboard de fi d'any de 1995
  - Top Hot 100 Single número u
  - Top Hot 100 Single Sales número u (2,5 milions de còpies) (2 × platí)

Premis Grammy
- Millor actuació en solitari de rap
- Record de l'any (nominat)

MTV
- MTV Video Music Awards 1996
  - Millor vídeo de rap

## Llistes de pistes
| 1. | «Gangsta's Paradise»                | 4:00 |
| 2. | «Gangsta's Paradise» (instrumental) | 3:49 |

| 1. | «Gangsta's Paradise»                               | 4:02 |
| 2. | «Fantastic Voyage» (original version)              | 4:05 |
| 3. | «Mama I'm in Love Wit a Gangsta» (clean radio mix) | 4:09 |
| 4. | «Gangsta's Paradise» (instrumental)                | 3:50 |

| 1. | «Gangsta's Paradise»                | 4:00 |
| 2. | «Gangsta's Paradise» (instrumental) | 3:49 |
| 3. | «Fantastic Voyage» (album version)  | 4:04 |